# Тетіївський цегельний завод
Тетіївський цегельний завод — промислове підприємство у місті Тетіїв Білоцерківського району Київської області України.

## Історія
Тетіївський цегельний завод був побудований відповідно до шостого п'ятирічного плану розвитку народного господарства СРСР і введений в експлуатацію 1958 року.
У 1970 році виробничі потужності підприємства становили 8,8 млн штук цегли на рік.
Після створення в березні 1989 року агропромислового комбінату «Тетіївський», цегельний завод був включений до складу агропромислового комбінату.
Загалом, за радянських часів цегельний завод входив до числа найбільших підприємств міста.
Після проголошення незалежності України державне підприємство було перетворено на відкрите акціонерне товариство.
У грудні 2015 року будівлі, споруди та земельну ділянку цегельного заводу було виставлено на продаж.